# Ana María Caffaratti
Ana María Caffaratti (Santa Fe, Argentina 16 de septiembre de 1914- 6 de enero del 2012) fue una profesora, y escritora argentina.
En 1949, publicó La Psicología de la Adolescencia aplicada al conocimiento y comprensión del Estudiante en: La educación vocacional de la adolescencia y la formación del maestro: un ensayo de la Escuela Normal Superior de Santa Fe. Luego participó, junto a otros docentes, en el proyecto que ideó la «Escuela Almirante Brown».
En octubre de 1955, fue nombrada directora delegada del Instituto del Profesorado Especializado en Historia y Geografía que se creó en la ciudad de Santa Fe, perteneciente a la Universidad Nacional del Litoral (UNL).
Fue profesora de "Psicología de la niñez y de la adolescencia", "Psicología", "Lógica" en la Facultad de Filosofía, Letras y Ciencias de la Educación de Paraná, provincia de Entre Ríos. En 1958, formó parte de una comisión especial para la creación de una Facultad de Educación con sede en Paraná.
En los años 1958, y en 1961 participó de las reuniones del Comité de Educación de la comisión argentina para la UNESCO en representación de la UNL.
En abril de 1963 el rector de la UNL designó a Ana María Caffaratti como representante de la Universidad ante el Comité Inter-educacional de Planeamiento, construido para el enlace y coordinación de distintas jurisdicciones y entidades que concurren en el plano nacional en la acción educacional.
En marzo de 1965, obtuvo por concurso el cargo de directora del Instituto del Profesorado Básico que pertenecía a la Facultad de Ciencias de la Educación con sede en Paraná, cargo del cual pidió la renuncia en junio de 1967.                      

## Algunas publicaciones
- La Educación Vocacional de la Adolescencia y la Formación del Maestro. Con Antonio Sobral, Luz Vieyra Méndez, Delia Travadelo y María L. Cresta de Leguizamón. 1965

- Fundamento y sugerencias para un ensayo de renovación en el Colegio Nacional de Buenos Aires. Con Juan Mantovani y Gilda L. de Romero Brest. 1959[4]

## Capítulos de libros
- La Enseñanza Secundaria. Números 1-5. Compilador: Universidad Nacional del Litoral. Departamento de Extensión Universitaria. 1939

## Honores
- 2008: distinción de Santafesina Destacada, por su importante trayectoria y compromiso, sus aportes a la educación y su preocupación constante por la educación de los adolescentes, se le otorgue una distinción, reconocida en su ciudad, y en todo el país.[5]